# Королевский мавзолей в Опленаце
Королевский мавзолей в Опленаце (также известный как Церковь Святого Георгия в Опленаце) — одна из самых значимых культурно-исторических достопримечательностей Сербии. Мавзолей, расположенный в Тополе, в самом сердце Шумадийского региона, служит усыпальницей для членов сербской королевской династии Карагеоргиевичей.

## История строительства
Строительство мавзолея началось в 1909 году по инициативе короля Петра I Карагеоргиевича, который хотел создать место для упокоения членов своей семьи. Архитектором проекта был известный сербский архитектор Коста Йованович. Церковь была освящена в 1912 году, но строительные и отделочные работы продолжались вплоть до 1930 года.

## Архитектура и дизайн
Мавзолей выполнен в стиле сербско-византийской архитектуры, что подчеркивается его монументальностью и использованием традиционных архитектурных элементов. Основной материал, использованный при строительстве, — белый мрамор, привезенный из острова Брач в Хорватии.
Внутреннее убранство мавзолея поражает своим великолепием. Особое внимание привлекают мозаики, созданные по эскизам знаменитых сербских художников. Общая площадь мозаик составляет около 3,500 квадратных метров, что делает их одними из крупнейших в мире.

## Усыпальница
Королевский мавзолей служит местом упокоения членов династии Карагеоргиевичей. Здесь похоронены король Петр I, его сын король Александр I, а также многие другие члены королевской семьи.

## Туризм и культурное значение
Королевский мавзолей в Опленаце является популярной туристической достопримечательностью. Ежегодно его посещают тысячи туристов, желающих прикоснуться к истории и культуре Сербии. Мавзолей также играет важную роль в культурной и исторической памяти страны, являясь символом сербского национального возрождения и независимости.
Мавзолей является частью комплекса Церкви святого Георгия (Опленац). Комплекс является культурной ценностью исключительной важности (национальный реестровый номер СК 261).